# Elmore Spencer
Pour les articles homonymes, voir Spencer.
Elmore Spencer, né le 6 décembre 1969 à Atlanta en Géorgie, est un joueur américain de basket-ball. Il évolue au poste de pivot.